# برج نیرو

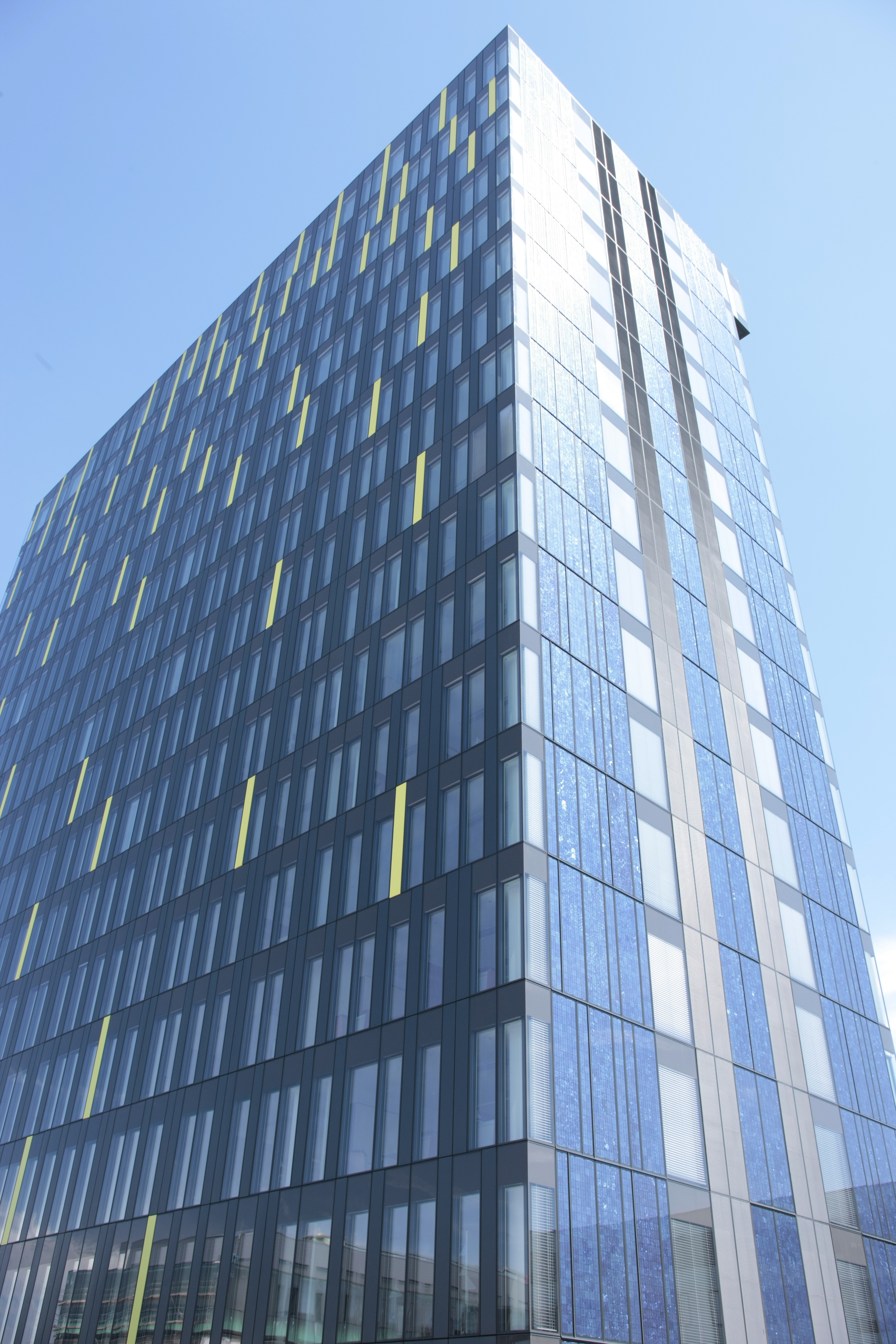
نمای برج برق

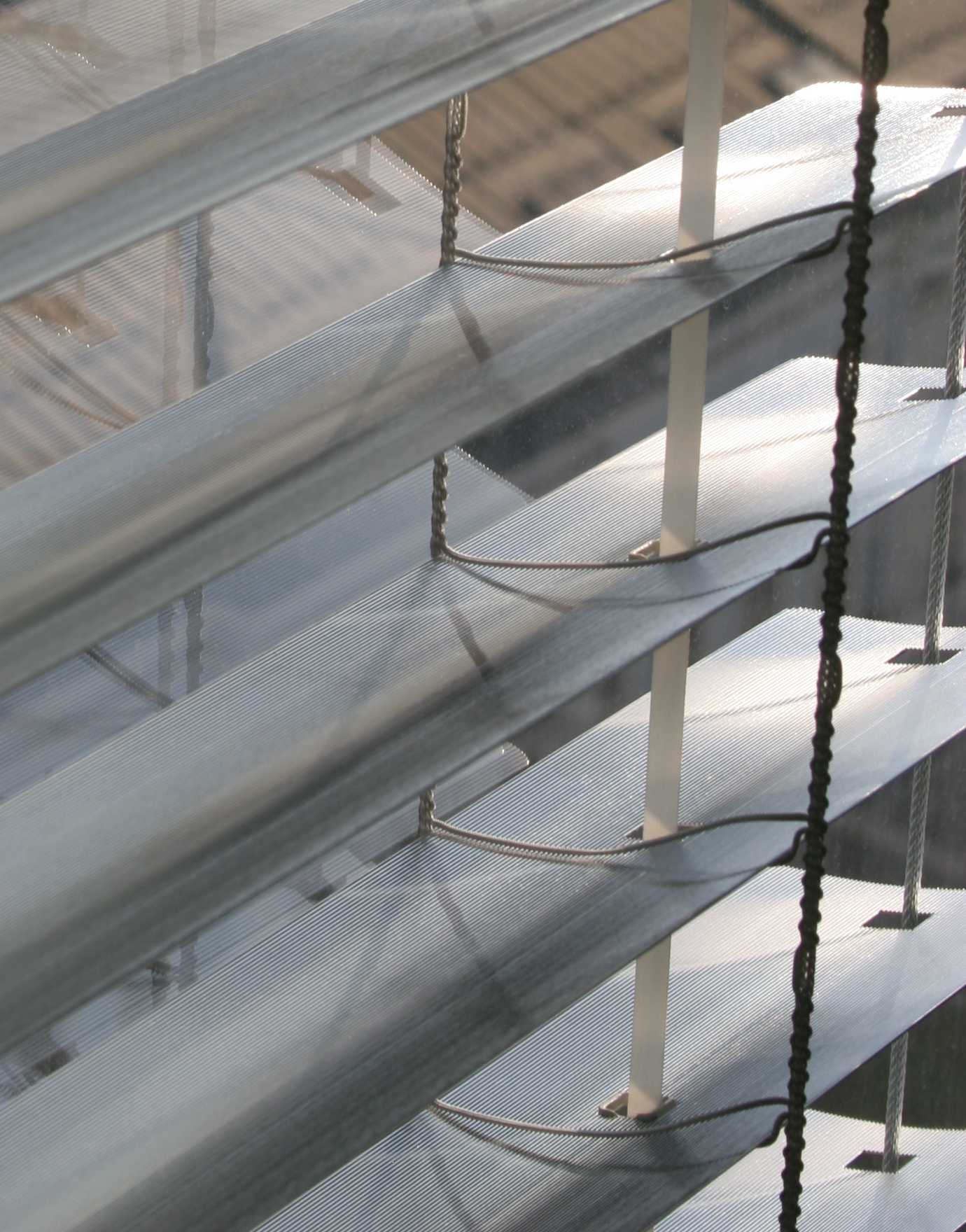
لوورهای یکپارچه برای مدیریت بهره خورشیدی.

برج نیرو اولین برج بلند مرتبه است که در آن تلاش شده است که به استاندارد ساختمان‌سازی در راستای عرضه انرژی برای خانه غیرفعال توجه شود.
این ساختمان برای اداره مرکزی شرکت اتریشی Energie AG در لینز (لینتس) اتریش ساخته شده است.
بر طبق استاندارد خانه‌های خانه غیرفعال این ساختمان هیچ ارتباطی با سیستم گرمایشی محلی (district heating) ندارد و هیچ نیازی به صرف هزینه برای سوخت‌های فسیلی جهت دمای رفاه داخل ساختمان که در اثر خروج دی‌اکسید کربن در دمای بسیار پایین‌تر به وجود می‌آید را ندارد. انرژی مورد تقاضا برای برج ۷۴ متری که در بخش ایستگاه راه‌آهن لینز جای داده شده است با ترکیب فعالی مواجه شده که در روش‌های نوظهور دیده می‌شود. این ساختمان به این منظور ساخته شده بود تا ثابت کند که سودمندی انرژی فوق‌العاده حتی در بسط با چگالی بالا ممکن است و این امر توجه زیاد رسانه‌ها رغا در اتریش و EU در مباحث ساختمان‌سازی بین سالهای ۲۰۰۶ تا ۲۰۰۸ به خود جلب کرد.

## تاریخچه
در سال ۲۰۰۴ کمپانی Energie AG تصمیم گرفت که اداره مرکزی خود را که در سال ۱۹۳۰ ساخته شده بود با یک ساختمان بسیار مناسب تر جایگزین کند. پس از یک مسابقه (رقابت) معماری کارخانه Weber/Hofer زوریخ برای ساماندهی طراحی‌ها انتخاب شد. در بهار ۲۰۰۶ ساخت و ساز روی پارکینگ ۳۷۵۰ متر مربعی آغاز شد. این مجموعه یک پارکینگ، یک ساختمان دو طبقه و یک برج اداری ۱۹ طبقه را در خود جای می‌داد. ساخت و ساز در تابستان ۲۰۰۸ کامل شد و در حال حاضر دفاتری را برای ۶۰۰ کارمند از ۱۳ شرکت متفاوت را در خود جای داده است.
علاوه بر بهره‌وری انرژی قابل ملاحظه‌ای که این ساختمان دارد، این بنا نمونه جالبی از طراحی معماری مدرن در نوع خود می‌باشد که به صورت زیبایی نمای بیرونی آن به صورت هنرمندانه‌ای نورپردازی شده است. نوارهای زرد رنگی که از LED‌ها ساخته شده است ساختمان را در طول شب نورانی می‌کند.
| اوت ۲۰۰۵     | Staff relocated to temporary accommodations |
| نوامبر ۲۰۰۵  | Old building gutted                         |
| ژانویه ۲۰۰۶  | Demolition begins                           |
| مارس ۲۰۰۶    | Excavation of site and geothermal wells     |
| مه ۲۰۰۶      | Construction begins                         |
| سپتامبر ۲۰۰۸ | Occupation of the building                  |

## سیستم‌های انرژی ساختمان
برج نیرو مصرف انرژی خارجی را توسط سیستم‌های تابع به حداقل می‌رساند. در تهایت ساختمان تا ۵۰٪ انرژی کمتری را در مقایسه با ساختمان‌های مشابه که به روش سنتی ساخته شده‌اند مصرف می‌کند.

### پوشش پیشرفته ساختمان
پوشش ساختمان به صورت ویژه‌ای مهندسی شده است که اجازه می‌دهد ساختمان زمانی که حداقل تابش نور خورشید را دریافت می‌کند بیشترین نور را جذب کند این نور بسیار زیاد بوده و نیازمند سیستم خنک سازی اکتیو است که ۲/۳ نمای ساختمان را براق کرده است. پوشش ساختمان تقریباً airlight (بی‌رنگ) است و به‌طور قابل توجهی عایق می‌باشد.
پنجره‌ها چهار برابر درخشان ترند و محتوی لوورهای رفلکس کاملی می‌باشند که به ساکنان دفتر اجازه می‌دهد که انرژی خورشیدی را در فضای شخصی شان کنترل کنند. طبقات از لحاظ حرارتی جدا شده‌اند و هوای بسیار ناچیزی میان آن‌ها جابجا می‌شود تا از تجمع توده گرمایی جلوگیری کند که همین امر باعث می‌گردد طبقات بالایی از طبقات پایینی گرم تر باشد. جبهه جنوبی نما به صورت عظیمی از پنل‌های خورشیدی ۷۰۰ متر مربعی تشکیل شده که سالانه ۴۲ مگاوات-ساعت برق تولید می‌کند که همه نیاز انرژی ساختمان را تأمین می‌کند.

### گرما سازی و خنک سازی ژئوترمال
در زیر ساختمان ۴۶ چاه ژئوترمال که هر کدام ۱۵۰ متر عمق دارند در قسمت جلویی ساختمان تعلیم داده شده‌اند. گرما از زمین استخراج شده و در ساختمان با سیستم پمپی منبع گرمایی زمین(ground source heat pump) برای تأمین هم گرما و هم سرما برای ساختمان استفاده شده است. علاوه بر این از آب زیرزمینی سرد جهت سرد کردن مناسب datacenter که درون ساختمان تعبیه شده است استفاده گردیده است.